# La pequeña cabaña
La pequeña cabaña (La Petite Hutte) es una obra de teatro en tres actos del dramaturgo francés André Roussin, estrenada en 1947.

## Argumento
Como consecuencia de un naufragio, Suzanne, su amante Henry y su marido Philippe acaban habitando una isla desierta. Las relaciones de amor, odios, pasiones y celos se desatan entre los tres, hasta que la llegada de un tercer homnbre, rompe el equilibrio finalmente alcanzado.

## Representaciones destacadas
- Théâtre des Nouveautés, París, 19 de septiembre de 1947. Estreno.
  - Dirección: André Roussin
  - Decorados: Georges Wakhévitch
  - Intérpretes:Fernand Gravey, Suzanne Flon, André Roussin

- Théâtre des Nouveautés, París, 1956.
  - Dirección: André Roussin
  - Decorados: Georges Wakhévitch
  - Intérpretes: Claude Rich, Jacqueline Porel, Pierre Destailles, Guy Latour.

- Teatro Club, Madrid, 25 de junio de 1970. Estreno en España.
  - Adaptación: José María de Arozamena.
  - Dirección: Ángel Fernández Montesinos.
  - Decorados: Emilio Burgos.
  - Intérpretes: José María Mompín, Carlos Ballesteros, Pilar Velázquez, Manuel Sierra.

## Versión cinematográfica
En 1957, Mark Robson dirigió una versión para la gran pantalla, con el título The Little Hut y con actuación principal de Ava Gardner, Stewart Granger y David Niven.